# Quintli
Quintli war eine Masseneinheit (Gewichtsmaß) in der Schweiz und entsprach dem Quentchen.
Kleine Unterschiede in den Kantonen sind anzumerken.
- Appenzell: 1 Quintli = 0,2181 Lot (Preußen = 16,667 Gramm) = 3,6351 Gramm
- Sarnen (Kanton Obwalden): 1 Quintli = 0,2204 Lot = 3,6734 Gramm
- Uri: 1 Quintli = 0,2202 Lot = 3,67 Gramm (auch Gold- und Silbergewicht)

Das leichte Pfund wurde in 128 Quintli, das schwere Pfund in 144 Quintli geteilt. Eine Unze hatte 8 Quintli und 4 Quintli gingen auf ein Lot. Der Vierling als schweres Gewicht hatte 36, der leichte Vierling 32 Quintli.